# Дон Линд
Дон Лесли Линд (на английски: Don Leslie Lind) е роден на 18 май 1930 г. в Мидвейл, щата Юта. Американски учен и астронавт от НАСА.

## Образование
Линд завършва гимназия в родния си град. След това постъпва в Университета на Юта, който завършва през 1953 г., като бакалавър по физика. През 1964 г. защитава докторат по физика и философия в Университета Бъркли, Калифорния.

## Военна кариера
През 1957 г. придобива квалификация „морски летец“ и в продължение на четири години служи на като такъв на борда на американския самолетоносач Ханкок (USS Hancock). През това време Линд е налетял повече от 4500 часа, от които 4000 полетни часа на реактивни самолети. Има чин „командир“ от резерва на военноморските сили на САЩ.

## Служба в НАСА
От 1964 г. д – р Дон Линд е на работа в НАСА и по специално в Goddard Space Flight Center като специалист по космическа физика. Изтъкнат учен, с прекрасен стаж като морски пилот, той не остава незабелязан от службата за подбор на астронавти. На 4 април 1966 г. е избран за астронавт в Астронавтска група №5 и започва подготовка за участие в космически полет по програмата Аполо.
След приключване на курса по обучение Линд получава назначение като пилот на лунния модул на Аполо 20. След като този полет е отменен от Конгреса на САЩ на 4 януари 1970 г., той започва подготовка по програмата „Скайлаб“. Назначен е за пилот в дублиращите екипажи на Скайлаб-3 и Скайлаб-4. При неосъществената Скайлаб спасителна мисия д-р Линд е пилот на основния екипаж. Такъв е и при планираната, но нереализирана мисия Скайлаб-5, първоначално предвидена за 1976, а по-късно отложена за 1977 г. След приключване на тази програма Линд е назначен за инструктор по подготовката на специалисти за полезния товар в новата програма Спейс шатъл. Най-сетне той извършва своя първи и последен космически полет, цели 19 години след селекцията на НАСА. Това става от 29 април до 6 май 1985 г. на космическата совалка Чалънджър, мисия STS-51B. Полетът е с продължителност малко над седем денонощия. По това време д-р Дон Линд е на 55 години и е най-възрастния човек летял дотогава в Космоса.
След този полет Линд напуска НАСА през 1986 г. и става професор по физика и астрономия в Университета на Юта. Той е член на Американския геофизичен съюз и Американската асоциация за експериментална наука.

## Награди
- Медал на НАСА „За изключителни заслуги“, 1974 г.